# Серебрянское сельское поселение (Ленинградская область)
Серебря́нское се́льское поселе́ние — муниципальное образование в составе Лужского муниципального района Ленинградской области.
Административный центр — посёлок Серебрянский.

## География
Поселение расположено в южной части района.
По территории поселения проходят автодороги:
- 41К-145 (Ретюнь — Сара-Лог)
- 41К-146 (пос. Городок — Серебрянский)

Расстояние от административного центра поселения до районного центра — 35 км.

## История
В начале 1920-х годов в составе Лужской волости Лужского уезда был образован Клобутицкий сельсовет с центром в деревне Большие Клобутицы.
В августе 1927 года Клобутицкий сельсовет вошёл в состав Лужского района Ленинградской области.
По данным 1933 года центром Клобутицкого сельсовета являлся посёлок Серебрянка.
По данным 1973 года Клобутицкий сельсовет был переименован в Серебрянский сельсовет, к нему присоединён упразднённый Смердовский сельсовет, центром объединённого сельсовета стал посёлок Серебрянский, в состав которого были включены деревни Большие и Малые Клобутицы.
18 января 1994 года постановлением главы администрации Ленинградской области № 10 «Об изменениях административно-территориального устройства районов Ленинградской области» Серебрянский сельсовет, также как и все другие сельсоветы области, был преобразован в Серебрянскую волость.
1 января 2006 года в соответствии с областным законом № 65-оз от 28 сентября 2004 года «Об установлении границ и наделении соответствующим статусом муниципального образования Лужский муниципальный район и муниципальных образований в его составе» было образовано Серебрянское сельское поселение, в состав которого вошла территория бывшей Серебрянской волости.

## Население
| 2006  | 2010  | 2011  | 2012  | 2013  | 2014  | 2015  |
| ----- | ----- | ----- | ----- | ----- | ----- | ----- |
| 1900  | ↘1755 | ↘1748 | ↗1781 | ↗1805 | →1805 | ↘1801 |
| 2016  | 2017  | 2018  | 2019  | 2020  | 2021  | 2023  |
| ↗1803 | ↗1814 | ↘1800 | ↘1769 | ↘1691 | ↗1699 | ↘1643 |
| 2024  | 2025  |       |       |       |       |       |
| ↘1608 | ↘1588 |       |       |       |       |       |

## Состав сельского поселения
| №  | Населённый пункт | Тип населённого пункта          | Население    |
| -- | ---------------- | ------------------------------- | ------------ |
| 1  | Алексеевка       | деревня                         | ↘4 (2017)    |
| 2  | Бараново         | деревня                         | →11 (2017)   |
| 3  | Вяжище           | деревня                         | ↗15 (2017)   |
| 4  | Дёргово          | деревня                         | ↗1 (2017)    |
| 5  | Дубровка         | деревня                         | ↗1 (2017)    |
| 6  | Душилово         | деревня                         | ↗1 (2017)    |
| 7  | Заполье          | деревня                         | ↘15 (2017)   |
| 8  | Ильжо            | деревня                         | ↘49 (2017)   |
| 9  | Малая Пустошка   | деревня                         | ↗26 (2017)   |
| 10 | Новоселье        | деревня                         | →41 (2017)   |
| 11 | Новые Полицы     | деревня                         | ↘16 (2017)   |
| 12 | Овраги           | деревня                         | ↘1 (2017)    |
| 13 | Пустошка         | деревня                         | ↗21 (2017)   |
| 14 | Рябиновка        | деревня                         | ↘10 (2017)   |
| 15 | Серебрянский     | посёлок, административный центр | ↗1487 (2017) |
| 16 | Смерди           | деревня                         | ↗46 (2017)   |
| 17 | Старые Полицы    | деревня                         | ↘15 (2017)   |
| 18 | Ширенка          | деревня                         | →0 (2017)    |
| 19 | Яконово          | деревня                         | ↘3 (2017)    |